# 1917 Cuyo
1917 Cuyo (1968 AA) là một tiểu hành tinh Amor được phát hiện ngày 1 tháng 1 năm 1968 bởi Carlos Ulrrico Cesco và Samuel, A. ở El Leoncito.